# Castello di Lucens
Il Castello di Lucens (Château de Lucens in francese) è un antico castello situato nel comune di Lucens nel Canton Vaud in Svizzera.

## Storia
Il castello venne costruito dai vescovi di Losanna all'inizio del XIII secolo. La sua posizione strategica permetteva il controllo della valle del Broye, la quale costituiva un'importante via di comunicazione. Il castello funse da residenza dei vescovi di Losanna sino al 1536. In quell'anno la valle e il territorio circostante vennero conquistati dai bernesi, i quali fecero del castello la sede di un balivo. Il castello appartiene oggi a dei privati.
Il castello è iscritto nell'inventario dei beni culturali svizzeri d'importanza nazionale.